# Севрюгин, Владимир Константинович
Влади́мир Константи́нович Севрю́гин (15 июня 1924, Катино, Скопинский район — 26 января 1998, Москва) — советский стрелок, бронзовый призёр Олимпийских игр 1956 года. Мастер спорта СССР международного класса.

## Карьера
Участник Второй мировой войны, был призван 23 августа 1942 года. Старший лейтенант.
На Олимпиаде в Хельсинки в стрельбе по подвижной мишени одиночными и двойными выстрелами занял 8-е место. В 1956 году на Играх выиграл бронзовую медаль в этой дисциплине, уступив шведу Олофу Скёльдбергу и соотечественнику Виталию Романенко.
В конце 1950-х гг. работал тренером в обществе «Динамо».

## Награды
- Орден «Знак Почёта» (27.04.1957) — «за успехи, достигнутые в деле развития массового физкультурного движения в стране, повышения мастерства советских спортсменов, и успешное выступление на международных соревнованиях»